# Tsutomu Miyazaki
Tsutomu Miyazaki (宮﨑 勤, Miyazaki Tsutomu) (21 de agosto de 1962, Ōme, Tóquio — 17 de junho de 2008, local desconhecido), foi um ex-técnico de fotografia e colecionador de revistas de mangá, conhecido por ser acusado de matar e violentar quatro meninas japonesas.

## Biografia
Tsutomu Miyazaki nasceu com deformidades em um dos braços. Foi um brilhante aluno, com notas altas e estudou em diversas escolas da região onde nasceu. Por conta da deformidade e das notas altas, entrou na escola primária precocemente. Na escola, lia mangás. Mais tarde, passou a comprar as revistas para ler em casa. Antes um estudante destacado, suas notas começaram a decair dramaticamente no ensino superior. Em vez de estudar o idioma inglês e ser professor como planejado antes, foi ao colégio local, onde estudou para ser técnico de fotografía.

## Crimes
Em agosto de 1988, na cidade de Saitama, uma menina de 4 anos desaparece e a polícia, sem pistas do paradeiro, já a dá como desaparecida.
Em outubro, na mesma cidade, ocorre o mesmo caso, agora com uma menina de 7 anos.
Em dezembro, outra menina de 4 anos, foi encontrada estrangulada na área florestal próxima de um estacionamento de veículos.
Em janeiro de 1989, pais da criança desaparecida de agosto de 1988, encontram uma caixa de papelão na frente da residência e ficam chocados ao perceber os ossos da vítima com várias fotos de seus dentes, com mãos e pés amputados, além de suas roupas e uma leitura de cartão postal. A perícia confirmou que os ossos e cinzas eram realmente da criança desaparecida.
Pouco tempo depois, a menina desaparecida em outubro, aparece no mesmo caso de janeiro. A polícia admite que os três casos são de autoria de um assassino em série que prefere meninas, que mais tarde chamaria a atenção da imprensa japonesa, sendo chamado de O Assassino de Ninfas, O Assassino da Menina Pequena e Drácula.
Em junho, uma menina de 5 anos desaparece e dias depois, são encontrados corpos mutilados em partes nas áreas florestais de Saitama e Tóquio.

### Assassinatos
Entre 1988 e 1989, antes de ser preso, Miyazaki mutilou e matou quatro meninas, com idades entre quatro para sete anos. Miyazaki molestou sexualmente os cadáveres, bebeu o sangue de uma das vítimas e comeu-lhe uma das mãos. Os crimes de que antes da prisão e julgamento de Miyazaki foram classificados de "O Assassino da Menina Pequena" e viriam a ser conhecido como o Assassino em Série de Tokyo/Saitama e Sequestrador de Pequenas Meninas (東京・埼玉連続幼女誘拐殺人事件, Tōkyō Saitaima Renzoku Yojo Yukai Satsujin Jiken). Em Saitama, Miyazaki tinha um longo histórico de ocorrências de crimes contra crianças.
Durante o dia, Miyazaki era um empregado de maneiras suaves. Em seu tempo livre, ele selecionava crianças para matar aleatoriamente. Ele aterrorizou as famílias de suas vítimas, enviando-lhes cartas lembrando em detalhes o que tinha feito aos suas filhas. Para a família da vítima Erika Nanba, Miyazaki enviou um cartão postal mórbido montado com palavras recortadas de revistas, soletrando: "Erika. Fria Cough. Garganta. Resto. Morte".
Ele deixou o cadáver de sua primeira vítima, Mari Konno, decompor-se nas montanhas perto de sua casa, e em seguida, cortou-lhe as mãos e pés, que mantinha em seu armário e que foram recuperados após sua prisão. Ele carbonizou os ossos restantes em sua fornalha, recolheu as cinzas e as enviou para a família de Konno em uma caixa, juntamente com várias fotos de seus dentes, roupas, e uma leitura de cartão postal com os dizeres: "Mari. Cremada. Ossos. Investigue. Prove.".

### Investigações
A polícia descobriu que as famílias das vítimas tinham algo em comum: Todas elas haviam sido incomodadas por telefonemas e cartas estranhas.
O telefone tocava, mas quando alguém atendia, a pessoa do outro lado (presumivelmente Miyazaki) não dizia nada. Por vezes o telefone tocava a cada 20 minutos.

### Prisão
Em 23 de julho de 1989, Miyazaki pegou outra menina de 5 anos, de uma escola primária no parque perto de casa e, ao tentar inserir uma lente de zoom na vagina, foi atacado pelo avô da menina. Miyazaki fugiu a pé, mas retornou ao parque para recuperar seu carro e foi preso pela polícia.
Miyazaki confessou os 4 assassinatos durante o interrogatório. O assassino disse que não ficava confortável com mulheres, e por isso escolhia crianças. Psicopata, também praticava necrofilia. Em uma busca policial no bangalô de dois quartos onde morava, a polícia encontrou uma coleção de mais de 5.763 fitas de vídeo VHS contendo animes, filmes de terror, e também algumas fotos de suas vitimas. Entre as fitas, havia uma com cenas com 5 minutos de duração de uma das mutilações de uma de suas vítimas. Ele também foi relatado como um fã de filmes de terror e tinha uma extensa coleção do gênero. As centrais de sua coleção foram os primeiros cinco filmes Guinea Pig. Ele teria usado o segundo filme da série, intitulado Flor de Carne e Sangue, como um modelo para um de seus assassinatos. Miyazaki, que manteve uma atitude perpetuamente calma durante seu julgamento, parecia indiferente à sua captura.
Em 1989, ele passou a ser conhecido como "O Assassino Otaku". Seus crimes bizarros alimentaram um pânico moral contra Otakus. No entanto, os relatos dele foram contestados. Por exemplo, Miyazaki era suspeito de ter muitos vídeos pornográficos, mas Eiji Otsuka suspeita em seu livro de que eram a falsificação por um fotógrafo, pois as pessoas queriam entender Miyazaki sob o seu senso de valores. Por outro lado, Fumiya Ichihashi suspeita de uma parte dos estereótipos sobre Miyazaki como a manipulação de informações da polícia, pois a mesma quis condenar Miyazaki pelos assassinatos em série.
Após a detenção de seu filho, o pai de Miyazaki, que tinha se recusado a pagar a sua defesa legal, cometeu suicídio em 1994.
Miyazaki foi setenciado à morte, sendo assim executado por enforcamento em 17 de junho de 2008.